# Phare Stella Maris
 (février 2022).
Le contenu est difficilement compréhensible vu les erreurs de traduction, qui sont peut-être dues à l'utilisation d'un logiciel de traduction automatique.
Le phare Stella Maris ou phare du Mont Carmel est un phare actif situé à Haïfa dans le District de Haïfa de l'État d'Israël, sur la côte méditerranéenne. Il se trouve sur le Mont Carmel, près du Monastère Stella Maris, dans l'enceinte de la base de la Marine israélienne.

## Histoire
Il y a eu des phares à plusieurs endroits sur le mont Carmel et à différentes périodes. Un ancien phare était présent sur la montagne durant l'Empire romain romaine. Une première mention d'un phare plus contemporain situé sur le site original du monastère de Stella Maris date de 1631.

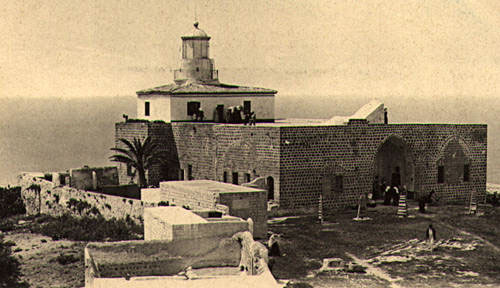
Résidence d'été d'Abdullah Pacha au XIXe siècle avec l'ancien phare

L'emplacement actuel du phare est au palais d'été d'Abdullah Pacha, le souverain d'Acre de 1820 à 1831. La maison et le phare ont été construits en utilisant la maçonnerie du monastère carmélite qui se trouvait là, et a été détruit par ordre d'Abdullah Pacha. En 1831 Ibrahim Pacha d'Egypte a capturé Acre, exilé Abdullah Pacha en Egypte, et a rendu le bâtiment aux carmélites.

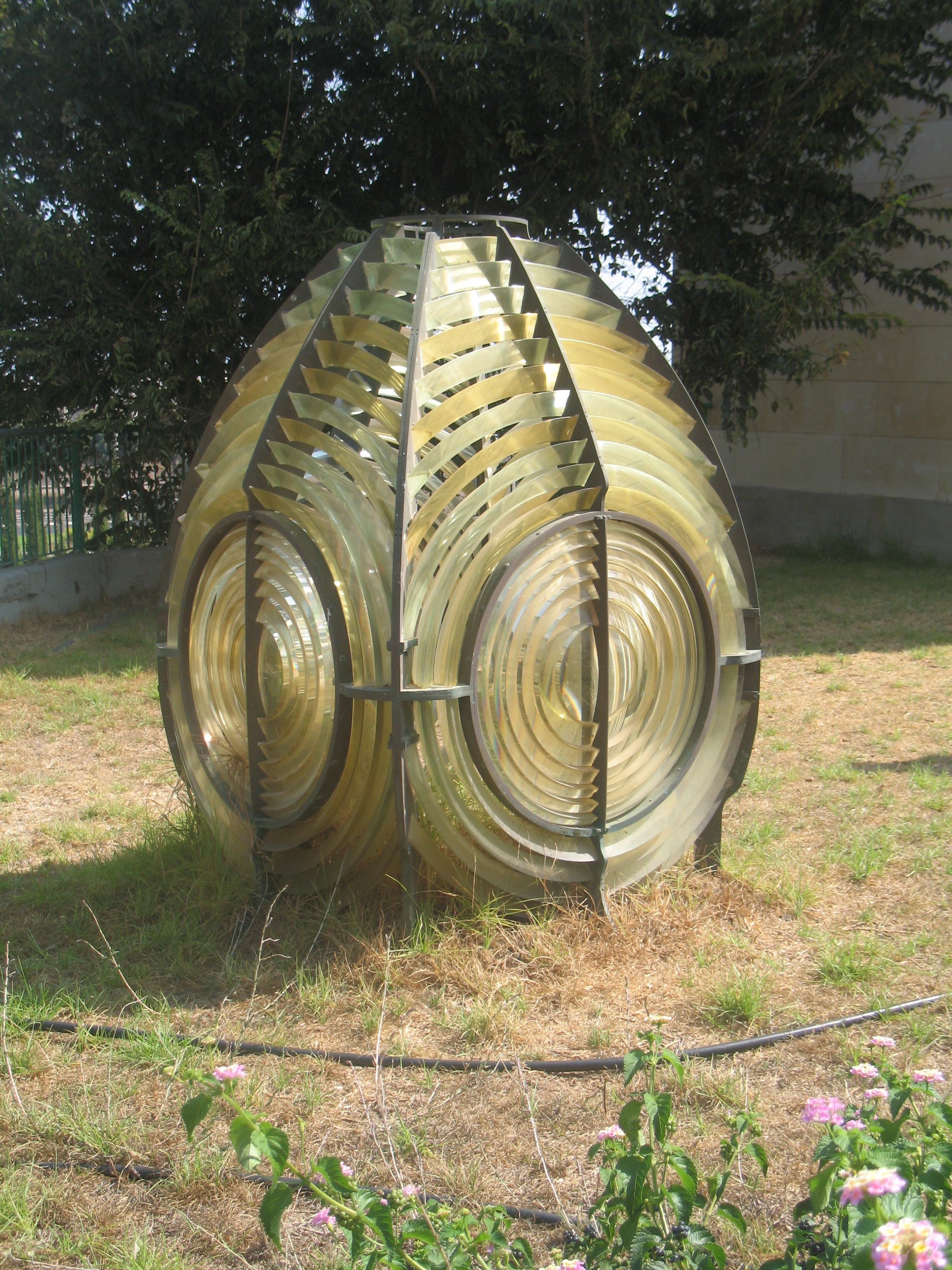
Objectif catadioptrique

La structure a été gravement endommagée pendant la Première Guerre mondiale . Cependant, le bâtiment a été restauré à la fin de la guerre et les carmélites ont ajouté un deuxième étage en 1926. En 1928, avec un don du Consul honoraire espagnol, le phare actuel a été construit. L'objectif original, ainsi que les plans de la structure originale et de l'objectif catadioptrique sont exposés sur la façade du Musée maritime national israélien .
Au cours de la Seconde Guerre mondiale, la British Army a loué la maison aux carmélites en vue de se préparer contre l'invasion nazie dans la région. Les Britanniques sont restés là jusqu'à leur évacuation à la fin du mandat britannique en 1948. Le bâtiment a depuis été utilisé par la marine israélienne.

## Description
Le phare est une tour octogonale en maçonnerie surmontant un bâtiment de trois étages de 20 m de haut, avec galerie et lanterne. La lanterne est peinte en rayure rouge et blanche et son dôme est noir. Il émet, à une hauteur focale de 179 m, un bref éclat blanc toutes les 5 secondes. Sa portée est de 30 milles nautiques (environ 55 km).
Identifiant : ARLHS : ISR004 - Amirauté : N5945 - NGA : 113-21212 .

## Caractéristiques dufeu maritime
Fréquence : 5 secondes (W)
- Lumière : 0.3 seconde
- Obscurité : 4.7 secondes

|              |
| Stella Maris |

|             |
| La lanterne |

### Lien connexe
- Liste des phares d'Israël